# Raión de Mlyniv
Mlyniv (en ucraniano: Млинівський район) fue un raión o distrito de Ucrania en el óblast de Rivne. En la reforma territorial de 2020, su territorio fue incluido en el raión de Dubno.
Comprendía una superficie de 945 km².
La capital era el asentamiento de tipo urbano de Mlýniv.

## Demografía
Según estimación 2010 contaba con una población total de 35500 habitantes.

## Otros datos
El código KOATUU es 5623800000. El código postal 35100 y el prefijo telefónico +380 3659.